# Vessey
Vessey – miejscowość i dawna gmina we Francji, w regionie Normandia, w departamencie Manche. W 2013 roku jej populacja wynosiła 423 mieszkańców. 
1 stycznia 2016 roku połączono 3 wcześniejsze gminy: Macey, Vessey oraz Pontorson. Siedzibą gminy została miejscowość Pontorson, a nowa gmina przyjęła jej nazwę. 